# Aleksandr Zjoekov
Aleksandr Dmitriejevits Zjoekov (Russisch: Александр Дмитриевич Жуков) (Moskou, 1 juni 1956) is een Russisch politicus, econoom en sportbestuurder. Hij was vicepremier van Rusland van 2004 tot 2011 en ervoor en erna lid en plaatsvervangend voorzitter van de Doema. Hij was voorzitter van de Russische schaakbond en van 2010 tot en met 2018 voorzitter van het Russische Olympische Comité.	

## Biografie
Zjoekov studeerde in 1978 af in economie aan de Lomonosov-universiteit. Aansluitend werkte hij op het Ministerie van Financiën van de Sovjet-Unie. Vervolgens sloot hij zijn studie in 1991 af met een studiejaar aan de Harvard-universiteit.
Van 1993 tot 2004 was hij afgevaardigde in de Russische Staatsdoema. Hij was voorzitter van de belasting- en begrotingscommissie en bepaalde tijd plaatsvervangend voorzitter van de Doema. Daarnaast was hij van 1998 tot 2003 lid van de raad van toezicht van de Sberbank en lid van de  economische raad van de Russische regering.
In maart 2004 werd Zjoekov benoemd tot vicepremier. In deze functie was hij onder meer verantwoordelijk voor de uitvoering van de 'projecten van nationale prioriteit'. Ook was hij voorzitter van de raad van bestuur van de Russische spoorwegmaatschappij. Verder was hij bestuurslid van de regeringspartij Verenigd Rusland.
In december 2011 werd hij bij de parlementsverkiezingen van 2011 gekozen tot parlementslid en legde hij zijn ambt als vicepremier neer. Sinds december 2011 is hij daarnaast eerste plaatsvervangend voorzitter van de Doema.
Zjoekov was van 2003 tot 2009 voorzitter van de Russische schaakbond en ijverde in deze tijd voor de erkenning van het schaken als olympische sport. In mei 2010 werd hij benoemd tot voorzitter van het Russische Olympische Comité, nadat zijn voorganger Leonid Tjagatsjev na de teleurstellende Olympische Winterspelen van 2010 was afgetreden. Vanaf 2013 tot en met 2018 was hij daarnaast lid van het Internationale Olympische Comité.